# K.B. Andersen

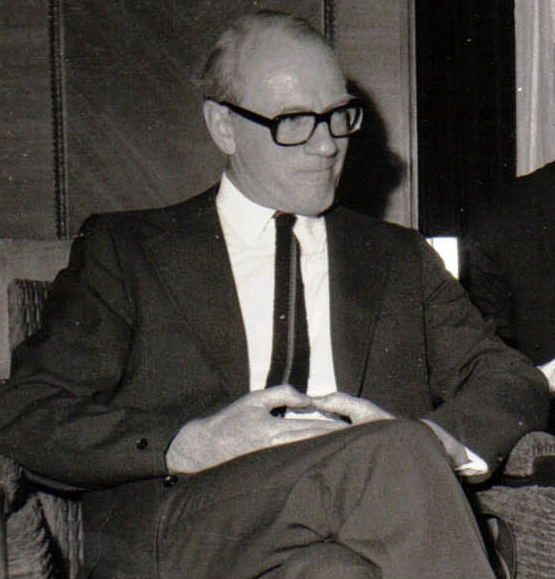
Knud Børge Andersen

Knud Børge Andersen, född 1 december 1914, död 23 mars 1984, var en dansk socialdemokratisk politiker, journalist och folkbildare
Andersen invaldes som ledamot av folketinget 1957 och var 1964-68 undervisningsminister, 1971-73 och 1975-78 utrikesminister samt talman i folketinget 1978-81. Han var som utrikesminister starkt engagerad i tredje världens problem. Andersen utgav bland annat 1983 I alle de riger og lande: Oplevelser i 70'ernes danske udenrigspolitik.